# Bruno Ruffray
Bruno Ruffray est un arbitre français de football né le 1er mai 1965 à Bayeux.
Il a été nommé arbitre de la fédération en 1990.

## Biographie
- Premier match en Ligue 1 : Le Havre-Montpellier en 1997
- Premier match en Ligue des champions : Spartak Moscou - Real Madrid

Bruno Ruffray a été consultant pour RMC pendant la Coupe du monde de football 2006.
En 2009, il met un terme à sa carrière d'arbitre après un match amical Le Havre - Caen. Il s'occupe désormais du sponsoring au Bayeux FC.

## Statistiques
| Saison    | Compétitions      | Nbre de matchs | Cartons jaunes | Cartons rouges |
| --------- | ----------------- | -------------- | -------------- | -------------- |
| 2006-2007 | Coupe de la Ligue | 1              | 3              | 0              |
| 2006-2007 | Ligue 1           | 14             | 54             | 2              |
| 2006-2007 | Ligue 2           | 6              | 18             | 0              |
| 2007-2008 | Coupe de la Ligue | 2              | 5              | 1              |
| 2007-2008 | Ligue 1           | 16             | 71             | 3              |
| 2007-2008 | Ligue 2           | 7              | 23             | 2              |